# 新開町 (常滑市)
新開町（しんかいちょう）は、愛知県常滑市にある町名。現行行政地名は新開町一丁目から新開町六丁目。

## 地理
常滑市の中央部に位置し、東に栄町、西にりんくう町、北に鯉江本町と接している。

## 歴史
- 1978年（昭和53年） - 常滑市常滑の一部により、同市新開町が成立[5]。

## 世帯数と人口
2019年（令和元年）7月31日現在の世帯数と人口は以下の通りである。
| 丁目         | 世帯数  | 人口  |
| ------------ | ------- | ----- |
| 新開町一丁目 | 109世帯 | 225人 |
| 新開町二丁目 | 143世帯 | 298人 |
| 新開町三丁目 | 53世帯  | 111人 |
| 新開町四丁目 | 44世帯  | 99人  |
| 新開町五丁目 | 29世帯  | 60人  |
| 計           | 378世帯 | 793人 |

### 人口の変遷
国勢調査による人口の推移
| 1995年（平成7年）  | 756人 | [ 6 ]  |  |
| 2000年（平成12年） | 766人 | [ 7 ]  |  |
| 2005年（平成17年） | 718人 | [ 8 ]  |  |
| 2010年（平成22年） | 807人 | [ 9 ]  |  |
| 2015年（平成27年） | 796人 | [ 10 ] |  |

## 学区
市立小・中学校に通う場合、学区は以下の通りとなる。
| 丁目         | 番・番地等 | 小学校               | 中学校             |
| ------------ | ---------- | -------------------- | ------------------ |
| 新開町一丁目 | 全域       | 常滑市立常滑西小学校 | 常滑市立常滑中学校 |
| 新開町二丁目 | 全域       | 常滑市立常滑西小学校 | 常滑市立常滑中学校 |
| 新開町三丁目 | 全域       | 常滑市立常滑西小学校 | 常滑市立常滑中学校 |
| 新開町四丁目 | 全域       | 常滑市立常滑西小学校 | 常滑市立常滑中学校 |
| 新開町五丁目 | 全域       | 常滑市立常滑西小学校 | 常滑市立常滑中学校 |
| 新開町六丁目 | 全域       | 常滑市立常滑西小学校 | 常滑市立常滑中学校 |

## 交通
- 愛知県道270号常滑港線

## 施設
- 常滑市役所
- 常滑警察署
- 常滑市立図書館
- 常滑競艇場
- 常滑市民文化会館

## その他

### 日本郵便
- 郵便番号 : 479-0837[3]（集配局：常滑郵便局[12]）。